# Brent Barry
Brent Robert Barry (ur. 31 grudnia 1971 w Hempstead) – amerykański koszykarz, grający w latach 1995–2009 w lidze NBA na pozycji rzucającego obrońcy, dwukrotny mistrz NBA, obecnie komentator sportowy.
Mierzący 201 cm wzrostu koszykarz studiował na Oregon State University. Do NBA został wybrany z 15. numerem w drafcie 1995 przez Denver Nuggets, jednak wkrótce został przekazany do Los Angeles Clippers. W klubie tym spędził trzy lata, grał także w Miami Heat (1998), Chicago Bulls (1999), Seattle SuperSonics (1999-2004). Latem 2004 podpisał kontrakt z San Antonio Spurs. Ze Spurs dwa razy zdobył tytuł mistrzowski (2005, 2007). Dzięki temu, wraz z ojcem, stanowią trzecią  w historii parę ojciec-syn, którzy zdobyli mistrzostwo NBA. Pierwszego lipca 2008 roku przeszedł do drużyny Houston Rockets. Był także zwycięzcą Slam Dunk Contest podczas weekendu gwiazd NBA w 1996.

## Osiągnięcia
Na podstawie, o ile nie zaznaczono inaczej.
NCAA
- Zaliczony do I składu Pac-10 (1995)
- Lider NCAA w liczbie celnych (153) rzutów wolnych (1995)[2]

NBA
- Mistrz NBA (2005, 2007)
- Zaliczony do II składu debiutantów NBA (1996)[3]
- Zwycięzca konkursu wsadów NBA (1996)
- Uczestnik:
  - Rookie Challenge (1996)
  - konkursu rzutów za 3 punkty (2003)
- Lider sezonu regularnego NBA w skuteczności rzutów za 3 punkty (2001)